# Lebenstreppe

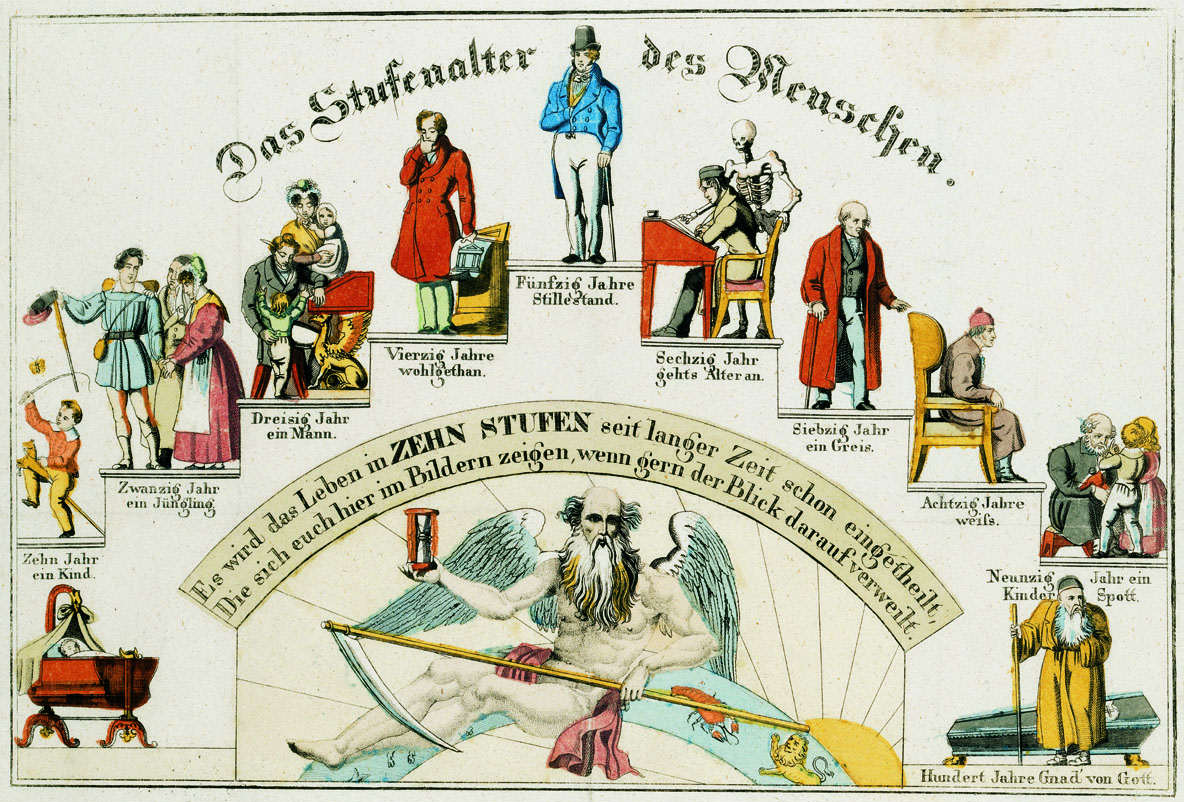
Die Lebenstreppen des Mannes
(um 1850)

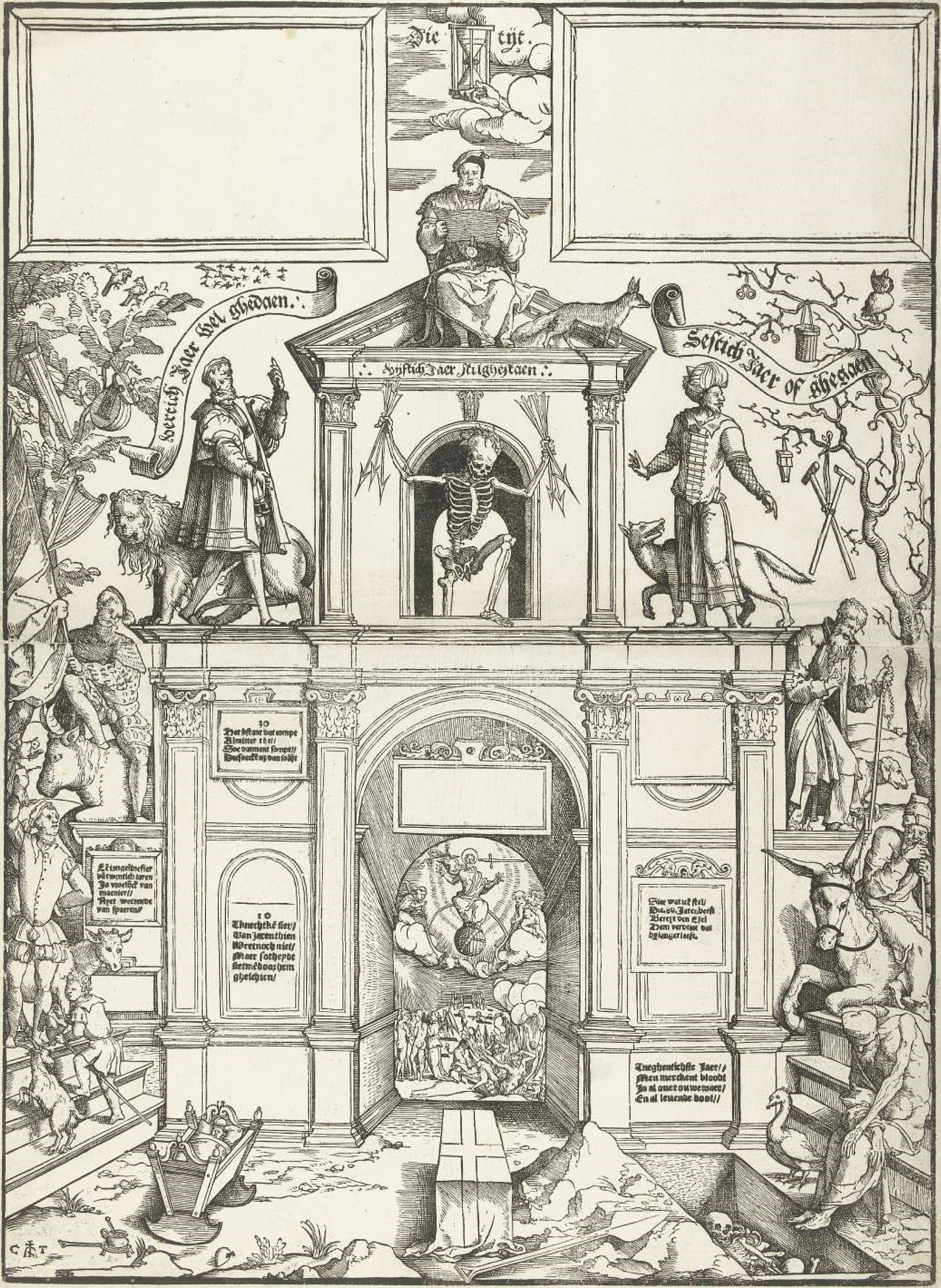
De trap des levens – Lebenstreppe von Cornelis Anthonisz. (um 1550)

Lebenstreppen, auch Lebensaltersstufen oder Stufenalter genannt, sind – meist gezeichnete – Darstellungen des Verlaufs des menschlichen Lebens.

## Beschreibung
Lebenstreppen waren ab dem 17. Jahrhundert sehr populär. Ausgehend von den durch Solon eingeführten Lebensjahrsiebten (Hebdomaden) wurde der menschliche Lebenslauf dabei meist in zehn Stufen zu je zehn Jahren unterteilt und dargestellt. Der Höhepunkt des Lebens wurde in vielen Fällen auf die fünfte Dekade gesetzt, da man davon ausging, dass der Mensch in diesem Alter „der Vollendung am nächsten komme“. Bevor der Lebensverlauf in Form von Treppen dargestellt wurde, waren in der Kunst Kreise, Räder und Bäume die übliche Symbolik. Diese Form wandelte sich dann mehr und mehr in einen linearen Ablauf. Die ersten gesicherten Darstellungen stammen aus dem Jahr 1540 von Jörg Breu dem Jüngeren und Cornelis Anthonisz. Im Laufe der folgenden Jahrhunderte wandelten sich die Motive und Darstellungen ständig. Die ersten Darstellungen von Lebenstreppen waren zunächst noch stark religiös geprägt und wurden zunehmend durch Motive aus dem täglichen Leben ersetzt. Lebenstreppen wurden für beide Geschlechter gemalt. Ihre Blütezeit hatten die Lebenstreppen im 18. und 19. Jahrhundert. Mit dem Beginn des Ersten Weltkriegs bis nach dem Ende des Zweiten Weltkriegs verschwanden diese Darstellungen weitestgehend.
Ein bekannter Maler von Lebenstreppen war Fridolin Leiber.